# Palazzo Speciale
Il Palazzo Speciale è un edificio settecentesco che si trova nel Corso 6 Aprile, ad Alcamo. Lo stemma gentilizio della famiglia presenta uno scudo verde con fascia dorata, l'artiglio rosso di un leone e una stella con 8 raggi d'oro.

## Descrizione
La facciata del palazzo, ad eccezione di qualche parte intonacata di recente nella zona bassa, presenta le caratteristiche originali; vi sporgono cinque balconi, con ballatoi e mensole in pietra e ringhiere in ferro battuto; la parte superiore si chiude con un cornicione.
L'edificio, nel corso dei secoli, non è stato oggetto di sostanziali modifiche nella parte interna: al piano terra, anticamente usato come locale di scuderia e magazzini,  ci sono due portoncini, sostenuti da portali realizzati con conci squadrati.
Degno di nota è il salotto ubicato al primo piano: molto raffinato e con mattoni stagnati; sul soffitto si possono ammirare degli affreschi con motivi geometrici e floreali, realizzati da Salvatore Nasta, e sei ovali con le figure di alcuni famosi artisti e letterati (Raffaello, Michelangelo, Dante Alighieri, ecc.); abbastanza particolare e raffinato risulta l'arredamento. 

Dall'ingresso al numero civico 47, si entra in un androne con pavimento grigio, due colonne che sorreggono tre archi a tutto sesto, che attraverso una scala porta ad un appartamento composto da sei camere ed accessori; anche qui ci sono un salotto e stanza da letto decorate con affreschi.